# Falsomesosella subalba
Falsomesosella subalba är en skalbaggsart som beskrevs av J. Linsley Gressitt 1938. Falsomesosella subalba ingår i släktet Falsomesosella och familjen långhorningar.
Artens utbredningsområde är Taiwan. Inga underarter finns listade i Catalogue of Life.